# Jonna Sundling
Jonna Patricia Marie Sundling (født 28. december 1994) er en svensk langrendsløber, der repræsenterer Piteå Elit SK.
Ved de olympiske lege 2022 i Beijing tog Jonna Sundling guld i freestyle sprint foran landsholdskammeraten Maja Dahlqvist.